# حساسية المضادات الحيوية

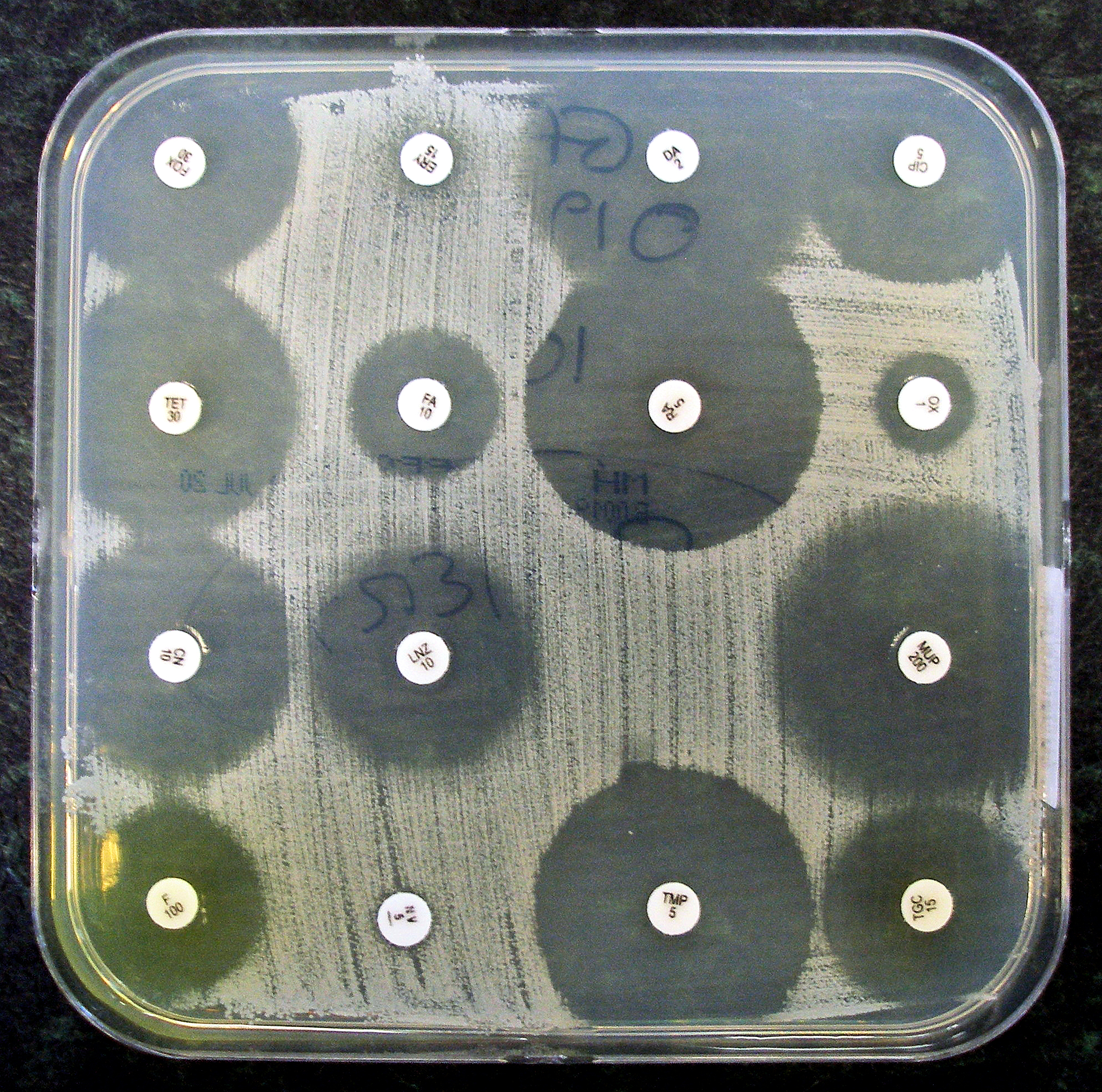

حساسية المضادات الحيوية أو الاستعداد للمضادات الحيوية، هي قابلية تأثّر البكتيريا بالمضادات الحيوية.

## التحفيز
في الممارسة السريرية، توصف المضادات الحيوية في كثير من الأحيان بمقتضى المبادئ التوجيهية العامة والإلمام بالحساسية. على سبيل المثال، يمكن معالجة حالات عدوى الجهاز البولي غير المعقّدة بواسطة حقنة من الجيل الأول لمضادات كوينولون الحيوية. ويعود السبب لكون بكتيريا الإشريكية القولونية من أكثر العوامل الممرضة، كما أنها تعرف بكونها حسّاسة لعلاج الكينولون. ومع ذلك، هناك العديد من البكتيريا التي تُعرف بكونها مقاومة لعدّة فئات من المضادات الحيوية، كما أن علاجها ليس بهذه السهولة.
نظراً إلى أن الاستعداد المناعي قد يكون مختلفاً حتى بين أفراد النوع الواحد (حيث تكون بعض السلالات أكثر مقاومة من غيرها)، يُجرى عادةً اختبار الاستعداد المناعي للمضادات الحيوية (AST) لتحديد المضادات الحيوية التي ستكون الأكثر نجاحاً في علاج العدوى البكتيرية في الجسم الحيّ.

## أساليب الاختبار
تشتمل اختبارات حساسية المضادات الحيوية على:
- طريقة كيربي باور: توضع بعض الرقاقات الصغيرة التي تحتوي على المضادات الحيوية فوق صفيحة تنمو عليها البكتيريا. إن كانت البكتيريا حساسة للمضادات الحيوية، فستظهر حلقة واضحة أو منطقة مثبّطة حول الرقاقة لتشير إلى ضعف نموّها.[1] غالباً ما يُستخدم أغار مولر-هينتون في اختبار الاستعداد المناعي للمضادات الحيوية.[2][3]
- طريقة ستوكز.
- اختبار مقياس الإبسيلون (الذي يعتمد أيضاً على انتشار المضادات الحيوية).
- طرق أجار وبروث التخفيفية لتحديد التركيز المثبط الأدنى (MIC).[4][5]

### مخطط تأثير المضادات الحيوية
تظهر نتائج الاختبار على مخطط تأثير المضادات الحيوية. هناك طريقتان ممكنتان للحصول على مخطط تأثير المضادات الحيوية بمجرّد إنشاء المزرعة:
- طريقة شبه كمّية معتمدة على الانتشار (طريقة كيربي باور): تُترك أقراص صغيرة تحتوي على المضادات الحيوية أو أقراص ورقية مشرّبة في مناطق مختلفة من المزرعة على طبق أغار، الذي يُعتبر بيئة غنيّة بالمواد المغذّية التي يمكن أن تنمو فيها البكتيريا. ينتشر المضاد الحيوي في المنطقة المحيطة بكل قرص، ويظهر قرص من التحلل البكتيري. نظراً لتركّز المضاد الحيوي بشكل أعلى في المركز وبشكل أدنى عند الحافة، يوحي القطر بالتركيز المثبّط الأدنى (بتحويل القطر من الميلليمتر إلى التركيز المثبط الأدنى بالمليغرام /مل على منحنيات الانحدار الخطّي المعروف).

- طريقة كمّية معتمدة على التخفيف: تُنشأ سلسلة تخفيفية من المضادات الحيوية (سلسلة من زجاجات التفاعلات بتركيزات منخفضة تدريجياً لمادة المضادات الحيوية). تحتوي الزجاجة الأخيرة التي لا تنمو فيها أي بكتيريا على المضادات الحيوية في تركيز مثبّط أدنى.

### التحليل
عندما يُحسب التركيز المثبّط الأدنى يصبح من الممكن مقارنته مع القيم المعروفة لأنواع معيّنة من البكتيريا والمضادات الحيوية. على سبيل المثال، يمكن تفسير كون التركيز المثبط الأدنى أكبر من 0,06 ميكروغرام/ مل على أنه عقدية رئوية مقاومة للبنسلين. قد تكون هذه المعلومات ذات أهمية للطبيب الذي يستطيع أن يغيّر من استخدامه العلاج التجريبي إلى استخدام علاج يعتمد على حالة المريض، ويوّجه هذا العلاج نحو البكتيريا المسبّبة فقط.
تُرسل العيّنات السريرية إلى المختبر السريري للزراعة والحساسية (C&S) في الكثير من الأحيان، حيث تتوفر الزراعة واختبار حساسية المضادات الحيوية كخدمة واحدة مشتركة. ويعود السبب إلى حاجة الطبيب في معرفة الكائن الحي الذي يتسبب بالعدوى والعقاقير التي تُستخدم ضد هذه السلالة على وجه التحديد.
تقتل بعض المضادات الحيوية البكتيريا عملياً (مبيد البكتيريا)، في حين يقوم البعض الآخر بمنع البكتيريا من التكاثر وحسب (كابح للبكتيريا) حتّى يتمكّن الجهاز المناعي للمضيف من التغلّب عليها. من الممكن أن يؤثر هذا الأمر على إجراءات الاختبار.

## الممارسة السريرية
يستند العلاج المثالي بالمضادات الحيوية إلى تحديد العوامل المرضية المسببة وعلاقتها بالمضادات الحيوية. غالباً ما يبدأ العلاج التجريبي قبل أن تصبح التقارير المكروبيولوجية المخبرية متاحةً، وذلك عندما ينبغي ألا يتأخر العلاج بسبب خطورة المرض. تتنوع الفعالية الفردية للمضادات الحيوية بحسب موقع العدوى وقدرة المضاد الحيوي على الوصول إلى موقع العدوى، إضافة إلى قدرة البكتيريا على مقاومة المضاد الحيوي أو تعطيله.
ينتج مخطط تأثير المضادات الحيوية عن اختبار حساسية المضادات الحيوية. وتعتبر هذه الحساسية بحكم التعرف حساسية في المختبر، إلا أنه غالباً ما تكون العلاقة المتبادلة بين الحساسية في المختبر والحساسية في الجسم الحي عالية بما يكفي لجعل الاختبار مفيداً من الناحية السريرية.
وينطبق الأمر على المرضى المعرّضين للخطر بشكل خاص، مثل المرضى في وحدة العناية المركّزة. عندما يصاب هؤلاء المرضى بذات الرئة المكتسب من المستشفى، يحتمل أن تكون البكتيريا الأكثر قوّة معينةً مثل الزائفة الزنجارية. يبدأ العلاج بعدها بشكل عام على أساس البيانات الترصّدية التي تتعلق بمسببات الأمراض المحلّية المعنية غالباً. يعتمد العلاج الأول على معلومات إحصائية عن المرضى السابقين، كما أنه يستهدف فئة كبيرة من الميكروبات التي قد تكون معنية، ويسمّى هذا العلاج بالعلاج التجريبي.
قبل البدء في هذا العلاج، يجمع الطبيب عيّنة من الحيّز الملوّث المشتبه به، مثل عيّنة دم عندما تكون البكتيريا قد غزت مجرى الدم أو عيّنة من البلغم في حال ذات الرئة المرتبطة بالمنفسة أو عيّنة من البول إن أصيب مجرى البول بالعدوى. تُنقل هذه العيّنات إلى مختبر الأحياء الدقيقة حيث يُنظر إلى العيّنة تحت المجهر وتتم محاولة زراعة البكتيريا. من الممكن أن يساعد هذا الأمر في التشخيص.

## أبحاث أخرى
من الممكن أن تساعد نقطة الرعاية السريرية (POCRD) الأطباء الممارسين على تجنّب وصف المضادات الحيوية غير الضرورية في أسلوب يسمّى بالطب الدقيق. غالباً ما تستغرق التقنيات التقليدية من 12 إلى 48 ساعة، بينما تُعرف الاختبارات السريعة التي تستخدم علم التشخيص الجزيئي بأنها «قابلة للتنفيذ خلال نوبة عمل لا تتجاوز 8 ساعات». يُعتبر التقدّم بطيئاً بسبب مجموعة من الأسباب التي تشمل التكلفة والتنظيم.
في عام 2016، أعلنت معاهد الصحّة الوطنية الأمريكية (NIH) عن التحدّي التشخيصي لمقاومة الميكروبات للأدوية، كما حددت جائزة تبلغ قيمتها 20 مليون دولار لتشجيع تطوير اختبارات تشخيصية بهدف تحديد العدوى البكتيرية شديدة المقاومة. إضافة إلى ذلك، طلب الكونغرس الأمريكي من شركات الأدوية التي لا تعمل في مجال المضادات الحيوية المقاومة الجديدة أن تبدأ بالعمل عليها، وإن لم تقم بذلك فستودع هذه الشركات أموالاً في صندوق حكومي في حال لم تكن تعمل على مضادات حيوية جديدة لتكافح أزمة مقاومة المضادات الحيوية.
اعتباراً من عام 2017، أصبحت تشخيصات نقطة المعالجة السريرية متوافرة لكل من العنقوديات الذهبية المقاومة للمثسلين (MRSA) والمتفطّرة السلّية المقاومة للريفامبين (TB) والمكوّرات المعوية المقاومة للفانكوميسين (VRE)، عن طريق اختبار GeneXpert)) الذي يستند إلى تقنية «تكبير الجين» والتي تدرس تتبعات خاصة في تسلسل الحمض النووي، وذلك بواسطة شركة «سيفييد» المتخصصة في علم التشخيص الجزيئي.